# 姚晓天
姚晓天，主要从事光纤偏振传感技术等方面的研究，美国光学学会会士，中国教育部第六批“长江学者”特聘教授，曾参与“973”等多个重点项目，获得数10项发明专利。

## 生平
1992年获得南加州大学光电子学博士学位。1990至2000年任加州理工学院NASA喷气动力实验室（JPL）研究员。